# Flughafen Berlin-Tempelhof

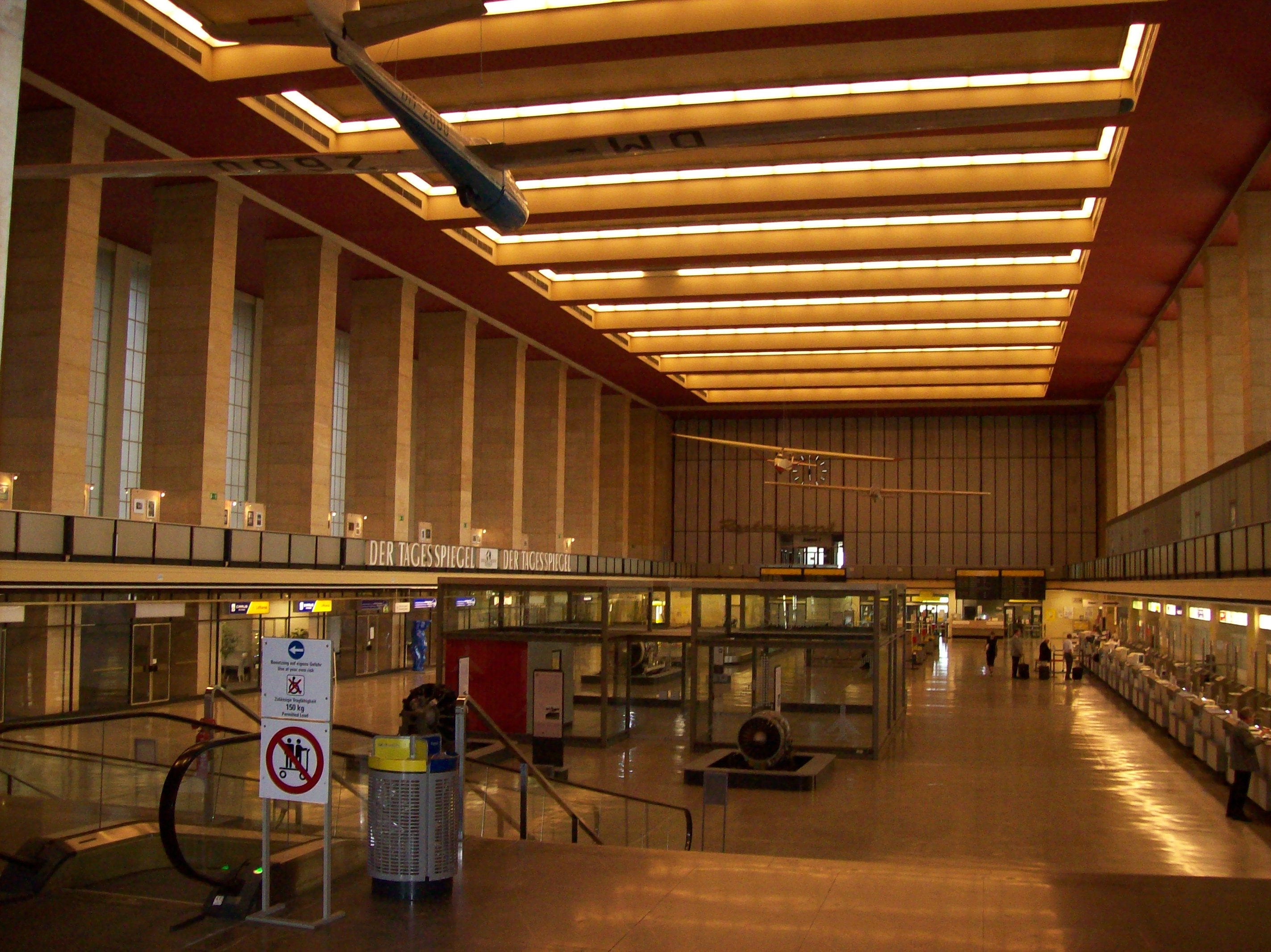
De passagiershal van Flughafen Tempelhof in 2007

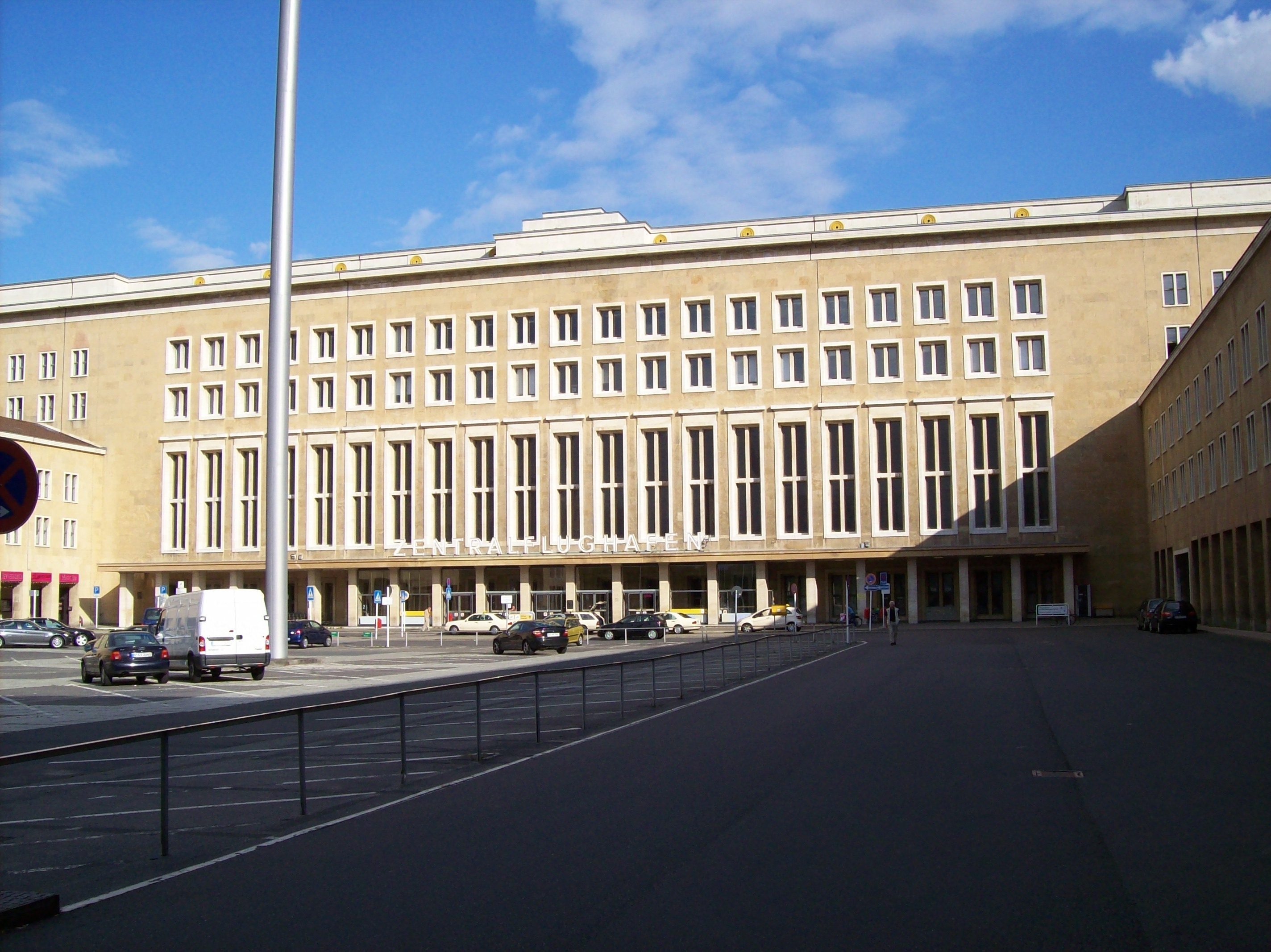
Het complex vanaf buiten in 2007.

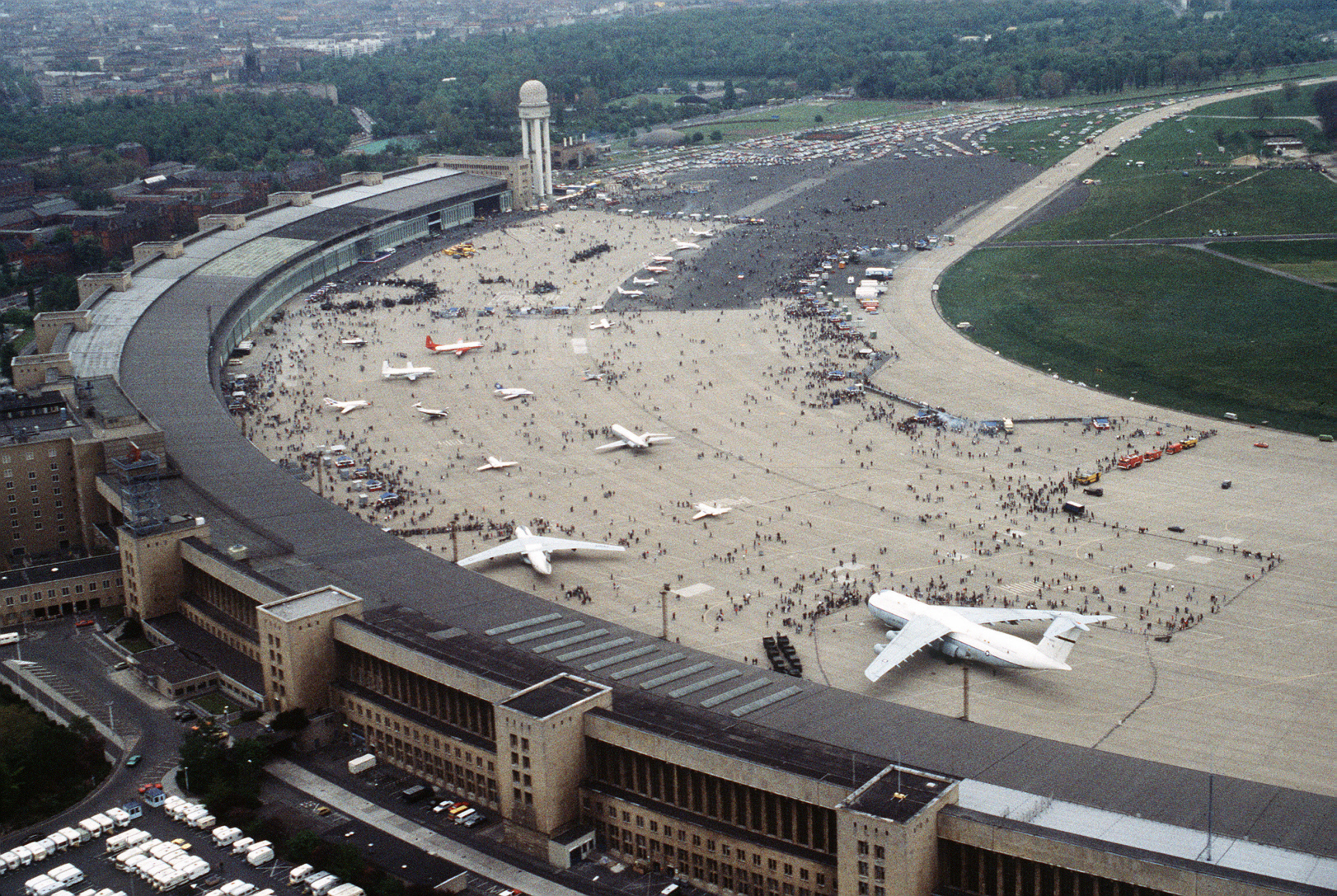
Het enorme complex vanuit de lucht gezien (1984)

Luchthaven Berlin-Tempelhof is een voormalige luchthaven in Berlijn. De luchthaven werd op 30 oktober 2008 gesloten. De luchthavens Tegel en Schönefeld namen de resterende taken over.

## Geschiedenis

### Aanvang
Johannisthal, een veld ongeveer 16 kilometer ten zuidoosten van Berlijn, werd vanaf 1909 gebruikt als vliegveld. Het wordt gezien als de plek waar de grote luchtvaart van Duitsland is ontstaan. Hier vertrok net na de Eerste Wereldoorlog ook de eerste commerciële vlucht, richting Weimar. Deze plek verloor haar functie begin jaren twintig, toen Berlijn een vliegveld veel dichter bij het stadscentrum ontwikkelde op het Tempelhofer Feld. Dit veld werd voorheen gebruikt voor militaire parades. Op zondagen werd het door de Berlijnse bevolking gebruikt als picknickgebied waar ook gesport kon worden. Zo waren rondom dit veld stadions gebouwd voor vrijetijdsactiviteiten als tennis en voetbal. In 1830 werd er een paardenrenbaan aangelegd. Het gebied was niet onbekend met de vliegerij. In 1909 had er al een vliegdemonstratie door Orville Wright plaatsgevonden, de Amerikaanse pionier op vlieggebied.
Vanaf 1922 werd het grasveld klaargemaakt voor gebruik als vliegveld. Aan drie zijden werd dit veld omgeven door een verharde taxibaan. Het eerste gebouw, daterend uit 1924, was gesitueerd op het noordelijk deel. Het lange, lage gebouw werd ontworpen door de architecten Heinrich Kosina en Paul Mahlberg. Dit gebouw werd gebruikt door de eerste passagiers totdat het in 1926 werd vervangen door een grotere terminal, gebouwd naar de elegante ontwerpen van Paul en Klaus Engler. Dit moderne gebouw, met een lichtelijk gekromde plattegrond werd verlengd aan beide uiteinden. Speciaal in dit ontwerp waren de dakterrassen en het restaurant, beide open voor het publiek. Tempelhof stond aan de basis voor het ontstaan van de vliegmaatschappij Lufthansa in 1925. Met 32.000 passagiers per jaar was het een van de drukste vliegcentra van Europa.

### Groei en uitbreiding
Het aantal passagiers groeide ieder jaar. Van 32.000 passagiers in 1926 tot 220.000 passagiers in 1936. Met ongeveer tien vluchten per dag was Tempelhof een van de drukste vliegvelden van de wereld. Het nam de koppositie in voor Londen, Parijs en Amsterdam. Maar het plan in 1936 om dit vliegveld te herbouwen was niet alleen het resultaat van deze toename in het luchtverkeer. Voor de Nationaalsocialistische Duitse Arbeiderspartij, vanaf 1933 aan de leiding in Duitsland, was het vliegen politiek zeer belangrijk en essentieel voor de uitstraling van het land. De hoofdstad van het "Reich" moest in het bezit zijn van een Staatsflughafen, met de ambities van het regime: een "Weltflughafen".
Het nieuwe Tempelhof werd geopend op 1 april 1939 als onderdeel van het Generalbebauungsplan für die Reichshauptstadt uit 1938, oftewel: de gedachten voor de hoofdstad van Hitlers Derde Rijk. De nazi-'hofarchitect' Albert Speer tekende voor dit plan, dat voor een groot deel geïnspireerd was op de architectonische visies van de Führer zelf. Berlijn, dat bij verwachte voltooiing van het plan in 1950 omgedoopt zou worden in ‘Germania’, moest het zinnebeeld van de nationaalsocialistische macht worden. Daartoe voorzag Speer de stad van een enorme, zeven kilometer lange as die de stad van noord naar zuid doorsneed. Langs deze as, op sommige plaatsen wel vijfhonderd meter breed, werden de ministeries en representatieve gebouwen van de nieuwe orde gevestigd. Een koepelvormige hal van 290 meter hoogte vormde de climax. Hoewel Tempelhof deel moest uitmaken van deze grandioze as lag het vliegveld niet direct hieraan. Tempelhof zelf werd ontworpen door Ernst Sagebiel.
De bouw van het nieuwe vliegveld werd zeer snel uitgevoerd. In 1937 was de structuur al voltooid. De gebouwen aan landzijde werden opgetrokken uit gewapend beton, afgewerkt met stenen gevelelementen. Aan de luchtzijde was het centrale gedeelte dankzij een metalen constructie 40 meter overdekt, wat destijds zeer modern was in Duitsland. Dit maakt het mogelijk dat vliegtuigen droog konden staan dicht bij de terminal en de passagiers makkelijk hun toestel konden betreden of verlaten. Veertien grote trappenhuizen markeerden de landzijde van het gebouw. Bovenop zouden 60.000 toeschouwers plaats kunnen nemen om vliegshows te aanschouwen. Dit is in de bestaansgeschiedenis echter nooit voorgekomen.

### Tweede Wereldoorlog
Doordat de Tweede Wereldoorlog uitbrak werd het gebouw nooit helemaal afgebouwd. In januari 1940 kreeg Duitse vliegtuigbouwer Weser Flugzeugbau GmbH een vestiging op de luchthaven. Aanvankelijk werden gebouwen van de oude luchthaven gebruikt, maar later ook delen van de nieuwbouw, voor de productie van de Junkers Ju 87 duikbommenwerper. Er werden er hier zo'n 2000 gemaakt en later in de oorlog werden ook andere vliegtuigen gerepareerd en onderhouden. Meer dan 2000 buitenlandse werknemers uit bezet gebied waren bij Weserflug aan het werk, aanvankelijk werden ze op vrijwillige basis ingehuurd maar later was er sprake van arbeidsdwang door krijgsgevangenen en burgers. Weserflug had een barakkenkamp hiervoor gebouwd ten noorden van het vliegveld. Rond 1943 werden de bouwwerkzaamheden aan het vliegveld gestaakt mede door de toenemende intensiteit van de geallieerde luchtaanvallen. In 1944 verhuisde Weserflug een deel van de activiteiten naar andere, meer veilige, locaties. Tijdens de oorlog werd het vliegveld gebruikt door de Duitse luchtmacht. Een ondergrondse bunker werd gebruikt door de Wehrmacht als filmarchief. In april 1945 werd dit vernietigd door een brand, toen de Russische troepen de macht overnamen. In juli 1945 werd het overgedragen aan het Amerikaanse leger.
Het verbazingwekkende van dit vliegveld is dat het werd ontworpen om dienst te doen tot het jaar 2000. Het was een van de grootste gebouwen van Europa en het had een vluchtcapaciteit die 30 malen hoger lag dan die van andere vliegvelden in 1936. Deskundigen uit Amerika zagen Tempelhof als het begin van een explosieve groei in de burgerluchtvaart. Ironisch waren het de Amerikaanse troepen die dit vliegveld repareerden en herbouwden aan het eind van de jaren veertig.

### Luchtbrug

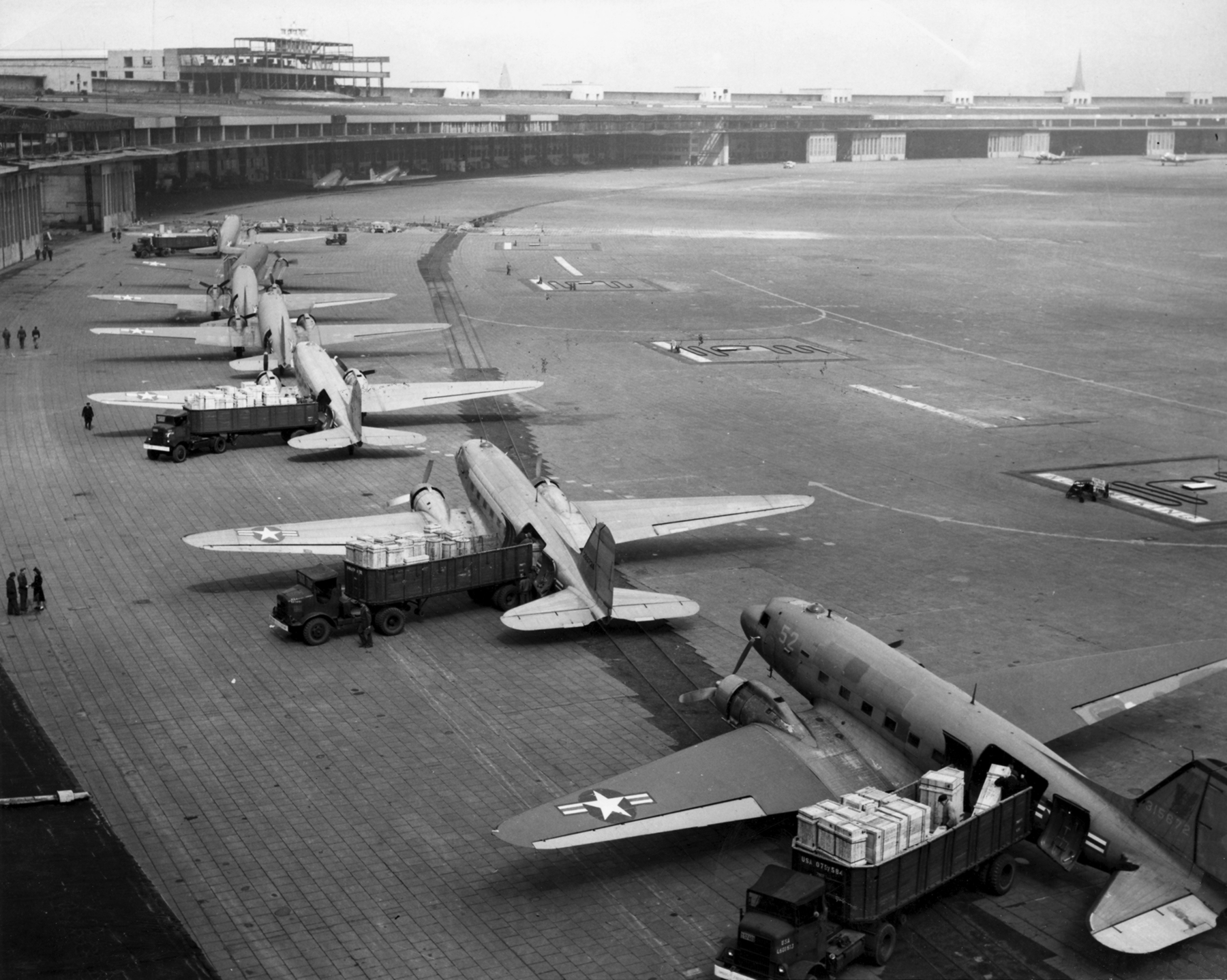
Amerikaanse C-47 Skytrain's op Tempelhof tijdens de Blokkade van Berlijn.

Van juni 1948 tot mei 1949, tijdens de blokkade van West-Berlijn door de Sovjet-Unie, heeft Tempelhof een vitale rol gespeeld als eindpunt van de Berlijnse luchtbrug die de geallieerden uitvoerden onder directie van de Amerikanen. De luchtroutes boden de enige toegang tot dit gedeelte van Berlijn en zijn 2 miljoen inwoners. Op 26 juni landde het eerste vliegtuig op Tempelhof om de blokkade te doorbreken. Gedurende 320 dagen voerden militaire vliegtuigen voedsel, medicijnen en alle andere belangrijke zaken, zoals steenkool aan. De vliegtuigen, met als bijnaam Rosinenbomber, landden op Tempelhof tijdens piekmomenten om de 26 seconden. Op 30 september 1949 landde het laatste vliegtuig. De Russen hadden de blokkade op 11 mei al opgegeven, maar de vluchten gingen nog ruim vier maanden door om aanvoer over land aan te vullen. Ze maakten ook gebruik van de nieuwe landingsbanen, aangelegd door de Amerikanen. Op 8 juli 1948 startte de aanleg van Runway B in het zuiden van het vliegveld. Puin van kapotgeschoten gebouwen in Berlijn werd gebruikt als basis en de rest werd per vliegtuig aangevoerd. Runway B was na twee maanden gereed. In het noorden werd gewerkt aan een derde baan die in november 1948 in gebruik werd genomen.
Dankzij deze gebeurtenis tijdens de Koude Oorlog verbeterde het imago van Tempelhof in de ogen van de Berlijnse bevolking. Het vliegveld droeg niet meer het stigma van het nazitijdperk maar werd een plaats met een positieve historische lading. Het ronde plein aan de voorkant van het vliegveld werd in 1951 omgedoopt in Platz der Luftbrücke. Een monument verrees om degenen te gedenken die tijdens de blokkade overleden. Vanaf die tijd begonnen de passagiersaantallen weer te stijgen.

### Ontwikkelingen na 1962
De centrale vertrekhal werd voor het eerst in 1962 opengesteld voor het publiek na een grootscheepse renovatie. Het vliegveld representeerde een gateway naar de Westerse wereld. Voor veel voormalige vluchtelingen uit de DDR was dit de enige manier om ongehinderd van West-Berlijn naar West-Duitsland te reizen. Op de transitroutes over land liepen zij het gevaar bij het passeren van de Oost-Duitse grens gearresteerd te worden.
Toch begonnen zich ook problemen voor te doen. De technische capaciteit van de installaties uit 1930, alsmede de lengte van de landingsbanen, bleek inadequaat te zijn. De bewoners dicht bij het vliegveld begonnen te klagen over vervuiling alsmede de toename van het geluid, aangezien het verkeer toenam en de vliegtuigen groter werden. In 1975 opende Berlijn een nieuw internationaal vliegveld, ongeveer 10 kilometer ten noordwesten van Tempelhof, in het stadsdeel Tegel, in het gebied dat destijds onder Frans toezicht stond. De luchthaven Berlin-Tegel nam veel vluchten over van Tempelhof. De Engelse luchtmachtbasis Gatow behield zijn functie.
Sinds de val van de Berlijnse Muur in november 1989, zag Tempelhof een opleving van de activiteiten. Het vliegveld werd gebruikt voor kleine en middelgrote vluchten. Het lag vlak bij het nieuwe centrum van de nieuwe hoofdstad met alle voordelen van dien. In 1998 handelde Tempelhof 3 miljoen passagiers af.

### Sluiting en referendum
De Berlijnse Senaat besloot echter de luchthaven per 31 oktober 2004 te sluiten. De bedoeling was om alle luchtvaartactiviteiten van Berlijn te concentreren op de luchthaven Schönefeld, die daarvoor aanzienlijk uitgebreid zou worden. Het indienen van een gezamenlijk protest van de luchtvaartmaatschappijen die op Tempelhof actief waren bij het "Oberverwaltungsgericht Berlin" zorgde ervoor dat de sluiting steeds werd uitgesteld. Ook bondskanselier Angela Merkel was tegen de sluiting; zij wilde Tempelhof laten ombouwen tot een kleine zakenluchthaven.
Uiteindelijk hebben de inwoners van Berlijn zich op 27 april 2008 in een referendum uitgesproken over de sluiting van de luchthaven Tempelhof. Van de stemmers sprak 60,1 procent zich tegen de sluiting uit. De opkomst bedroeg echter slechts 36,1 procent. De tegenstanders van de sluiting vormden daardoor slechts 21,7 procent van de Berlijnse stemgerechtigden, te weinig om het sluitingsbesluit nog terug te kunnen draaien (vereist was minimaal 25 procent van de Berlijnse stemgerechtigden). Als gevolg hiervan werd Tempelhof per 1 november 2008 definitief gesloten. Een poging van krakers om het vliegveld in juni 2009 te bezetten, werd verhinderd.
Op 25 oktober 2008 vond de laatste vlucht van Brussels Airlines plaats vanaf Tempelhof. Het toestel landde om 11:45 uur plaatselijke tijd. Dit was de laatste landing van een internationale lijndienst op Tempelhof. Hetzelfde vliegtuig steeg later ook als laatste internationale lijndienst op.
Op 30 oktober 2008 steeg voor de laatste keer een vliegtuig vanaf de luchthaven op. Vlak voor middernacht stegen een DC-3 en een Junkers Ju-52 uit de jaren dertig op.
Op 1 november 2008 werd bekend dat op het inmiddels gesloten vliegveld nog drie vliegtuigen waren achtergebleven. Het betrof twee dubbeldekkers van Antonov en een Cessna die als gevolg van de weersomstandigheden de luchthaven niet tijdig hadden kunnen verlaten. Het was nog onbekend hoe deze toestellen zouden worden weggehaald. Er was geen mogelijkheid meer om op te stijgen aangezien Tempelhof inmiddels geen luchthavenstatus meer had. Een speciale vergunning om toch op te mogen stijgen zou een mogelijkheid zijn, maar de deelstaatregering van Berlijn zou zo'n vergunning waarschijnlijk niet geven. Daarom werd overwogen om de toestellen met een dieplader van de taxibaan af te halen.
Op 24 november 2008 stegen de drie overgebleven vliegtuigen met speciale toestemming alsnog kort na elkaar vanaf de luchthaven op; om 12.11, 12.12 en om 12.15 uur gebeurde dit onder grote publieke belangstelling.
De luchthaven fungeert inmiddels als stadspark. Op 8 mei 2010, na de officiële opening door burgemeester Wowereit van Berlijn, werd het nieuwe park feestelijk ingewijd.
Op 26 juni 2010 maakte een eenmotorig Socata TB 10-vliegtuig een noodlanding op Tempelhof. Niemand raakte gewond.
Op 25 mei 2014 mocht de bevolking van Berlijn zich uitspreken over de toekomst van het Tempelhofer Feld. 64% van de stemgerechtigden sprak zich uit tegen de plannen om het voormalige luchthaventerrein te bebouwen. Dankzij de opkomst van 30% was dit voldoende om de plannen tegen te houden.

### Circuit
Een jaar na de sluiting wordt het sinds 2015 gebruikt als stratencircuit voor de Formule E race EPrix van Berlijn.

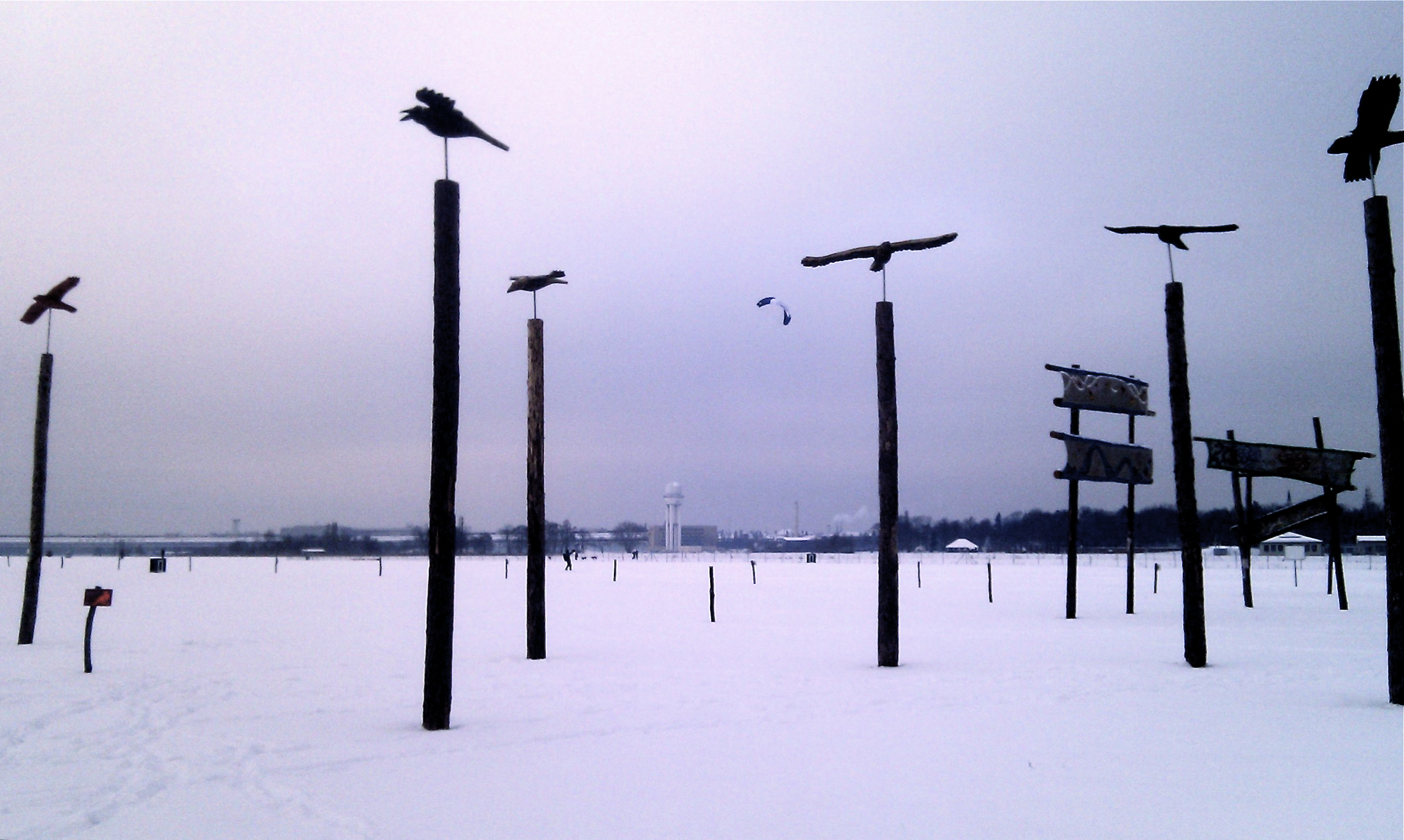
Tempelhofer Park (winter 2011)
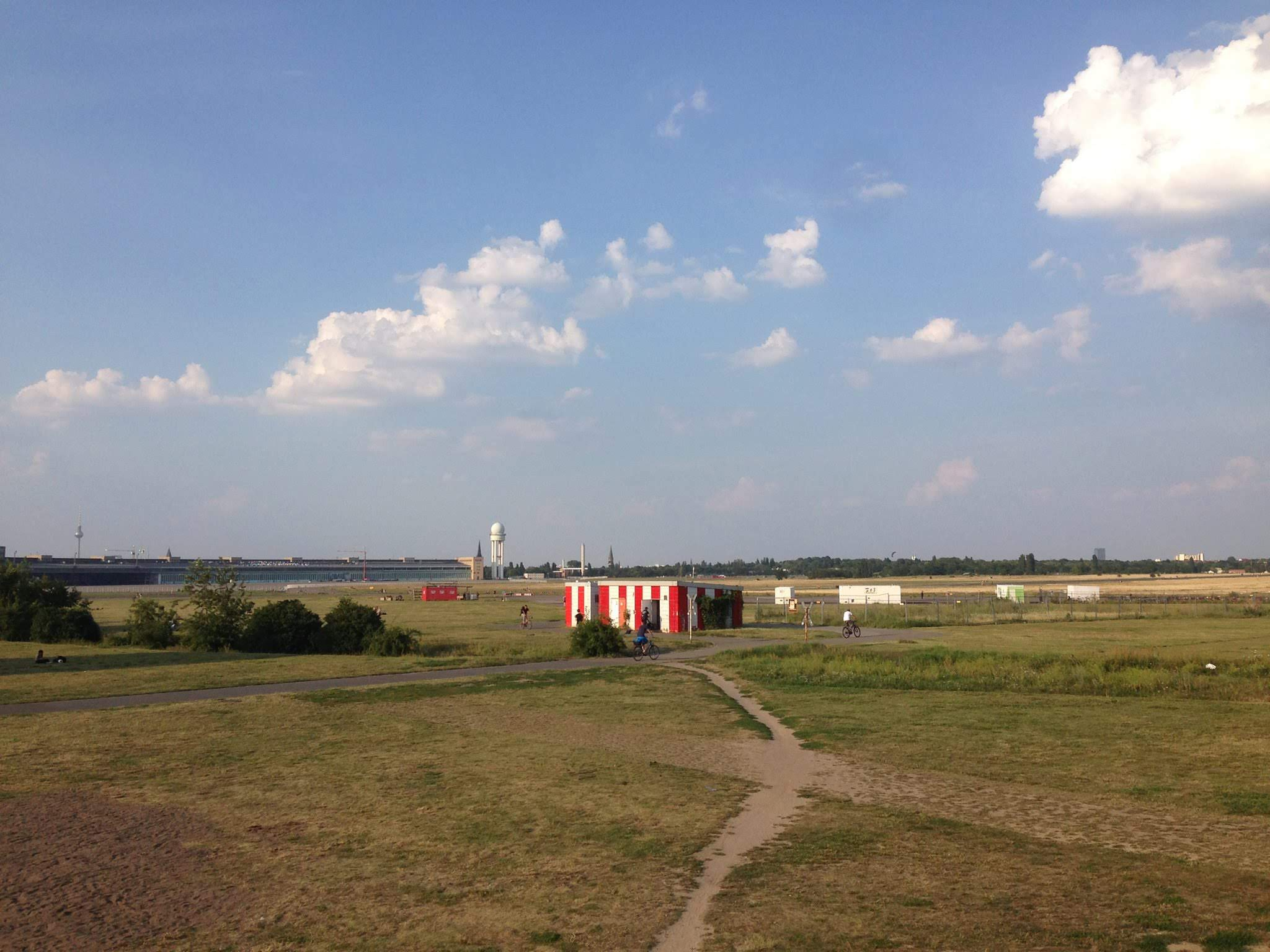
Tempelhof in 2015
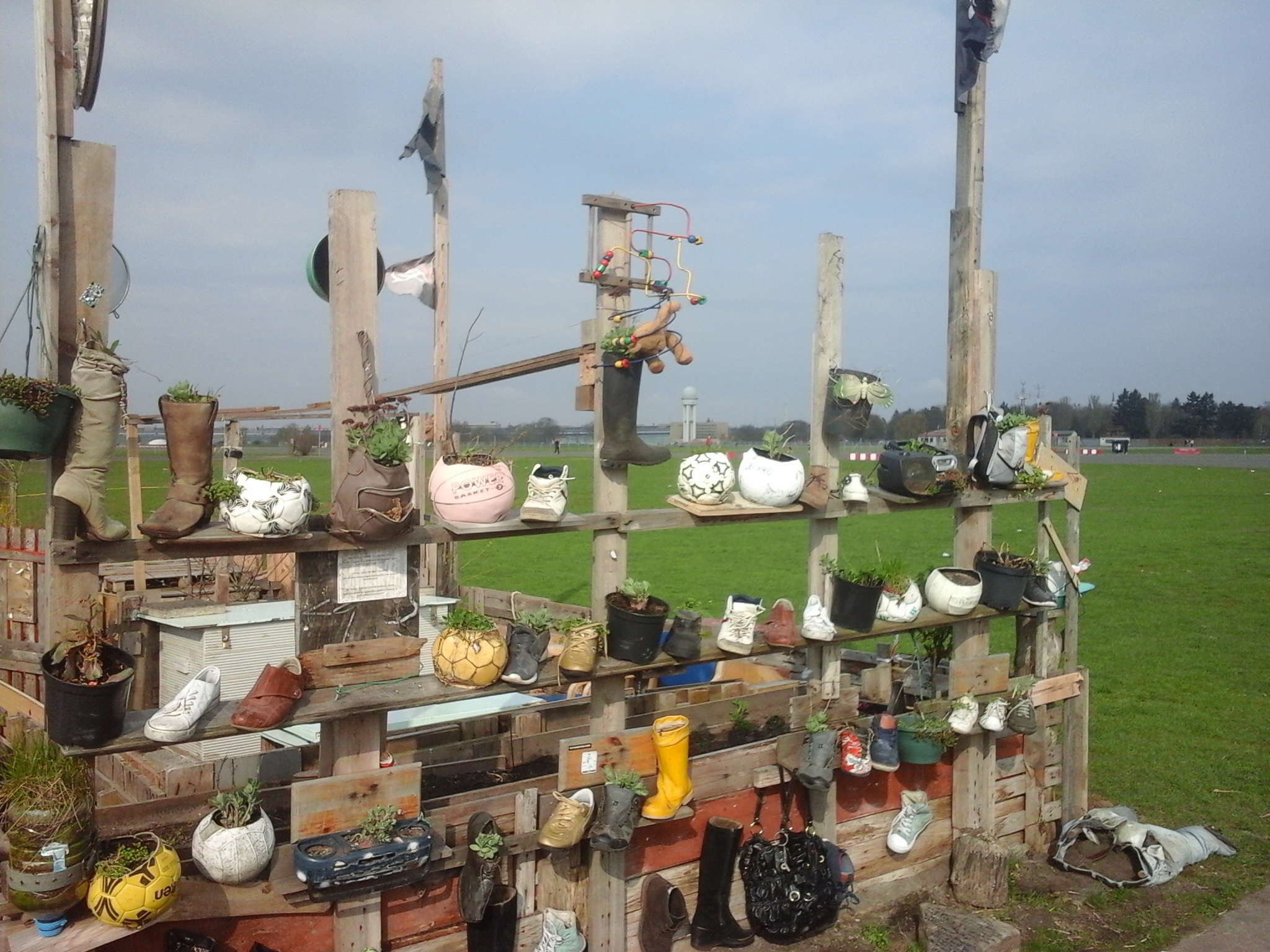
Recreatieve kunst